# Mrzenica
Mrzenica (en serbe cyrillique : Мрзеница) est un village de Serbie situé dans la municipalité de Ćićevac, district de Rasina. Au recensement de 2011, il comptait 187 habitants.

## Démographie
| 1948 | 1953 | 1961 | 1971 | 1981 | 1991 | 2002 | 2011 |
| ---- | ---- | ---- | ---- | ---- | ---- | ---- | ---- |
| 382  | 394  | 367  | 374  | 360  | 280  | 221  | 187  |

|  |